# Viscum subserratum
Viscum subserratum là một loài thực vật có hoa trong họ Santalaceae. Loài này được Schltr. miêu tả khoa học đầu tiên năm 1896.